# Antonia Bembo
Pour les articles homonymes, voir Bembo.
Antonia Padoani Bembo (Venise vers 1643 – Paris vers 1715) est une compositrice et une chanteuse lyrique italienne.

## Biographie
Antonia est la fille de Giacomo Padoani (1603-1666), médecin, et de Diana Pareschi (1609-1676).
Elle reçoit des cours de Francesco Cavalli (qui eut aussi Barbara Strozzi comme élève) en 1654.
Elle se marie au noble Lorenzo Bembo (1637-1703) en 1659 dont elle a trois enfants (Diana, Andrea et Giacomo). Elle part à Paris avant 1676, pour fuir un mari devenu violent. Là elle chante pour Louis XIV qui la prend sous sa protection.
Elle vit dans une communauté religieuse, la Petite Union Chrétienne des Dames de Saint-Chaumond, près de l'église Notre-Dame-de-Bonne-Nouvelle.

## Œuvres
Elle écrit des œuvres dans tous les genres de l'époque, dont l'opéra, des cantates sacrées et profanes, des motets.
Son œuvre est une combinaison des styles italien et français. Elle utilise la virtuosité du style italien de l'époque et les danses à la française. Beaucoup de ses œuvres sont écrites pour soprano avec un continuo une (basse continue instrumentale). Elle écrit un opéra L'Ercole amante (« Hercule amoureux », 1707), sur le même livret de Francesco Buti (it) que Cavalli.
Cinq volumes de sa musique sont conservés à la Bibliothèque nationale de France, la plupart dédiés à Louis XIV.
Son volume Produzioni Armoniche contient son morceau le plus connu : Lamento della Vergine (Lamentation de la Vierge).